# Auto.de
Auto.de ist ein Automobil-Portal, das von dem deutschen Unternehmen Unister Holding 2006 in Leipzig gegründet wurde, nachdem die Webadresse (URL) einem Autohändler in Nordrhein-Westfalen für einen höheren sechsstelligen Betrag abgekauft wurde, der diese nur lokal genutzt hatte. Nach der anschließenden Neuausrichtung zu einer nationalen Online-Autobörse ähnlich wie bei autoscout24.de und mobile.de, war ein bundesweiter privater Kauf und Verkauf von Automobilen möglich. Mit mehr als 16 Millionen Seitenaufrufen war das Portal zeitweise eines der größten seiner Art in Deutschland. 2009 wurde es von der “Auto Motor und Sport” zu den drei beliebtesten Auto-Portalen des Landes gewählt.

## Geschichte
Zwischen 2007 und 2012 wurde das Portal unter dem damaligen Chefredakteur Thomas Kuwatsch um weitere Funktionen für Autohändler sowie ein Online-Magazin mit Neuwagen-Test von PKW bis hin zu Reisemobilen erweitert. 2008 erfolgte ein Relaunch mit neuer Community und Erfahrungsberichten von Fahrzeughaltern. Die durch diverse TV-Auftritte bekannten “Die Autohändler” Jörg und Dragan wurden Testimonials. Im Magazin des Autoportals wurden auch öffentlichkeitswirksamere Themen aus dem Boulevard verwendet, um eine größere Reichweite zu erzielen.
Neben kompletten Fahrzeugen wurden später außerdem Fahrzeugteile ins Programm genommen. 2009 wurde das Unternehmen „Auto-Teile-Unger“ (kurz: ATU) Vertriebspartner. Durch zunehmende Bekanntheit stellte Auto.de mitunter seine Expertise als Berater der MDR Sendung Escher im TV zur Verfügung. Unter Zuhilfenahme der wachsenden Nutzerschaft wurden Untersuchungen und Studien zu Verkehrsthemen durchgeführt. 2008 wurde zum Beispiel ermittelt, welche Preisklassen für Gebrauchtwagen bei Käufern bevorzugt werden. 2012 wurden durch eine Befragung von Polizeidienststellen die häufigsten Orte von Verkehrsunfällen sowie der Bildungsgrad der Verkehrsteilnehmer untersucht.

### Auto.de-Magazin
Durch den wirtschaftlichen Erfolg des online Magazins mit etwa 5 Millionen monatlichen Seitenbesuchern, wurde 2012 ein im Zeitschriftenhandel erhältliches Automagazin entwickelt und konzipiert, welches bei einer monatlichen Erscheinungsweise mit einer Auflage von 150.000 Exemplaren startete.

### Neuausrichtung
Bedingt durch Turbulenzen der Muttergesellschaft Unister Holding im Jahr 2016, kam es zu diversen konzeptionellen Neuausrichtungen des Portals und zur Einstellung des 80-seitigen Magazins. Nach Verkauf des Unternehmens und Gründung der auto.de Media GmbH im Jahr 2017, konzentriert sich das Portal aktuell auf den direkten Verkauf von Neuwagen und Gebrauchtwagen unter Zuhilfenahme des ehemaligen Boxers Axel Schulz als Markenbotschafter.